# Кологривский краеведческий музей имени Г. А. Ладыженского
Кологри́вский краеве́дческий музе́й и́мени Г. А. Ладыже́нского — один из крупнейших в Костромской области музеев с большой художественной коллекцией. Расположен в городе Кологрив. Является филиалом Костромского государственного историко-архитектурного и художественного музея-заповедника и включает в себя Мемориальный отдел имени Ефима Честнякова в деревне Шаблово Кологривского муниципального района.

## История

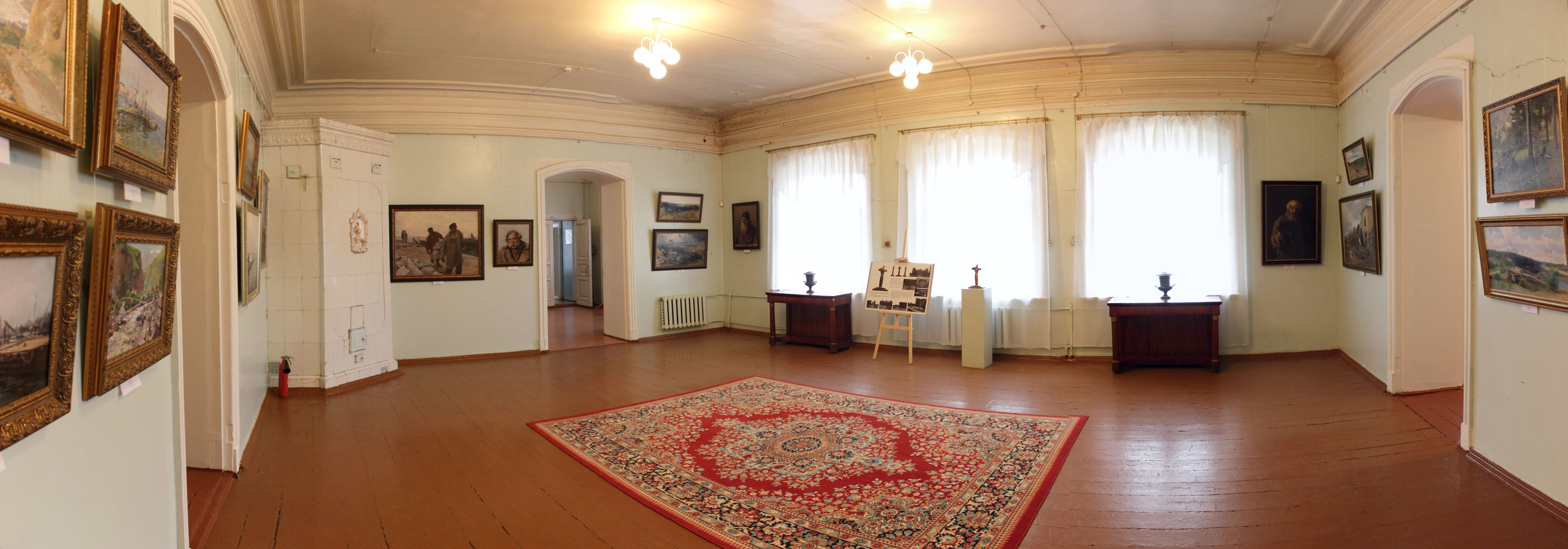
Экспозиция

Музей был создан на основе коллекции, собранной русским живописцем, академиком Императорской академии художеств Геннадием Александровичем Ладыженским и его собственных работ. Музей открылся 8 ноября 1918 года, а в 1925 году переехал в кирпичное здание, построенное в 1899 году лесопромышленником Г. В. Макаровым.
Позднее коллекция была дополнена произведениями, созданными русским художником, скульптором и писателем Ефимом Васильевичем Честняковым.
В 2003 году, к 150-летию Г. А. Ладыженского, музею было присвоено имя художника.

## Интересные факты
- Существует легенда о старинных часах в резной оправе, хранящихся в музее. Согласно ей умрёт тот, кто заведёт их.